# Західнокапська провінція
Західнокапська (Західна Капська) провінція (афр. Wes-Kaap, кос. Ntshona-Koloni, англ. Western Cape) — одна з провінцій Південно-Африканської Республіки. Утворена в 1994 році після адміністративної реформи. Столиця провінції — місто Кейптаун.

## Географія і клімат

Рельєф Західнокапської провінції

Велика частина провінції розташована в області Капських гір — області складчастості пермського і кам'яновугільного періоду з висотами від 1000 до 2300 м. Долини між горами зазвичай родючі, являють собою алювіальні суглинні та глинисті ґрунти. Внутрішні райони більш посушливі й горбисті. Узбережжя змінюється від піщаного (між мисами) до скелястого й гористого. Західна Капська провінція включає саму південну частину Африки — мис Голковий.

Безлюдні острови Принца Едварда (335 км²) входять до складу провінції і знаходяться приблизно за 1,7 тис. км на південний схід від міста Порт-Елізабет, в Індійському океані.
Клімат провінції змінюється від регіону до регіону. В цілому, він характеризується як середземноморський клімат з прохолодною і дощою зимою і теплим літом. Внутрішні регіони характеризуються досить посушливим кліматом з холодною зимою й жарким літом. Для південного узбережжя характерні прохолодна зима і м'яке вологе літо. На клімат окремих регіонів впливає рельєф місцевості, а також вплив океанів: Індійського (з теплими водами) і Атлантичного (з більш холодними водами).